# Progeria
Progeria is een zeldzame, autosomale dominante verouderingsziekte die wordt veroorzaakt door een mutatie in het LMNA-gen. De klassieke vorm van progeria staat bekend als het syndroom van Hutchinson-Gilford, genoemd naar de artsen Hutchinson en Gilford die de ziekte voor het eerst beschreven in 1886 en 1904. De naam progeria komt uit het Grieks en betekent: "sneller oud worden".
De ziekte is zeer zeldzaam en treft naar schatting 1 op de 20 miljoen geboren kinderen. Wereldwijd waren er in 2008 ongeveer 45 progeriapatiënten bekend, van wie er 22 in Europa wonen. Hiervan komen er 2 uit België, 2 uit het Verenigd Koninkrijk en 1 uit Nederland.
De ziekte komt over de gehele wereld voor, hoewel er in de medische literatuur van westerse landen vooral blanke patiënten zijn beschreven. Er zijn meer publicaties over jongens dan meisjes verschenen, maar de verhouding van meisjes en jongens met progeria is in Europa op dit moment vrijwel gelijk (11:12).
Naast deze vorm van progeria, die ontstaat in de vroege kindertijd, is er nog een vorm van progeria, die ontstaat in de puberteit: het syndroom van Werner.

## Oorzaak
De oorzaak van progeria werd in 2003 aangetoond door een Frans medisch team onder leiding van Dr. Nicolas Lévy in Marseille en door onderzoekers van het NIH in de VS. De drijvende kracht binnen dit Amerikaanse team is Dr. Leslie Gordon. Het genetisch defect in het DNA is gelokaliseerd op chromosoom 1, en wordt de G608G-mutatie genoemd. Deze kleine afwijking op het LMNA-gen veroorzaakt vroegtijdige verouderingsverschijnselen bij kinderen met progeria, doordat het eiwit aan de binnenzijde van de celkern niet volledig kan worden opgebouwd.
Het lichaam van progeriapatiënten kan 15 aminozuren, die normaliter worden 'opgeruimd' in het opbouwproces, niet afbreken, doordat de code daarvoor op het gen ontbreekt. Dit onvolledige eiwit in de celkern heeft men progerin genoemd. Het veroorzaakt 'blebbing' van de cel en het verkort de levensduur van de cel sterk.
Het progerin tast de gladde spieren en het epitheel van de bloedvaten aan. Hierdoor ontstaan hart- en vaatziekten, die ook de belangrijkste doodsoorzaak vormen.
De diagnose van het syndroom van Hutchinson-Gilford kan met zekerheid worden vastgesteld door een genetische test.

## Symptomen
Bij de geboorte lijken progeriapatiënten normale baby's. De groei vertraagt echter sterk, en onderhuids lichaamsvet verdwijnt. Soms valt in het eerste jaar de schedelomvang op, doordat de groei van het lichaam achterblijft. De gewichtscurve loopt vanaf de leeftijd van twee jaar vrijwel horizontaal. Kinderen met progeria zijn mager en blijven klein, met een gemiddelde lengte van 100 cm en een gewicht van ca. 12 kg. Rond de leeftijd van twee jaar zijn de kenmerken van progeria onmiskenbaar.
De afbraak van onderhuids vet leidt tot een dunne, gerimpelde huid, waardoor de bloedvaten zichtbaar zijn. Op jonge leeftijd kan de huid nog stug en dik zijn op de romp en de bovenbenen, de vetafbraak wordt daarin zichtbaar doordat er 'putjes' in de huid ontstaan. Na zes maanden tot twee jaar is de huid soepeler. Daarnaast kan de dunne huid rondom de neus en mond blauw verkleuren. Het kind verliest zowel het hoofdhaar als de wenkbrauwen en wimpers, krijgt een kleine onderkaak, wat bolle ogen, dunne lippen, uitstekende oren zonder oorlelletjes en een spitse neus. De tanden komen vertraagd door en het onregelmatig gevormde gebit kan problemen geven. Daarnaast hebben de meeste patiënten een hoge stem.
Patiënten met het syndroom van Hutchinson-Gilford krijgen last van stijve gewrichten. Artrose en artritis begint in de knieën, waarna ook de ellebogen en vingers pijnlijk kunnen worden en verstijven. Botontkalking en heupdysplasie veroorzaken een “paardrijstand”. Door verkorte sleutelbeenderen lijken de schouders smal, ook de laatste vingerkootjes zijn verkort. De nagels verkalken. Afbraak van bindweefsel, arteriosclerose en verkalking van de aorta leiden tot een vroegtijdige dood. De slechte bloedvaten veroorzaken hartinfarcten en bij sommige kinderen beroertes, met halfzijdige verlamming als gevolg.
Ondanks de zeer ernstige lichamelijke problemen hebben deze kinderen een normale intelligentie, en kunnen zij een goede sociale en emotionele ontwikkeling doormaken. De gemiddelde levensverwachting van een kind met progeria is 15 jaar. Slechts enkele kinderen zijn rond hun 20e levensjaar overleden.
Zie ook een publicatie van Dr. Raoul C.M. Hennekam.

## Erfelijkheid
Progeria is een autosomale dominante verouderingsziekte die wordt veroorzaakt door een toevallige mutatie in het LMNA-gen. Wanneer een gezond echtpaar een kind krijgt met een afwijkend gen, dan kan deze mutatie op verschillende momenten zijn ontstaan. Dit kan zijn gebeurd tijdens de vorming van die ene geslachtscel waaruit het kind is ontstaan, maar ook eerder (in de ouder) of later (in het kind). Bij progeria ontstaat de mutatie meestal na de conceptie, in het kind. De klassieke vorm van progeria, het syndroom van Hutchinson-Gilford, erft het kind in principe niet van de ouders, doordat zij vrijwel altijd ontstaat door een spontane mutatie tijdens een van de eerste celdelingen.
Wanneer de mutatie eerder is ontstaan bevat een aantal cellen van de betreffende ouder de mutatie. Sinds 2005 weet men dat het syndroom van Hutchinson-Gilford ook door een overgeërfde mutatie kan ontstaan. In dit uiterst zeldzame geval draagt de vader of moeder van het kind de LMNA-mutatie in zijn of haar geslachtscellen, zonder er zelf last van te hebben. Deze ouder heeft een mengsel van cellen met en zonder de mutatie; dit wordt ook wel een mozaïek genoemd. Afhankelijk van wanneer de mutatie is opgetreden zal het aantal cellen met de mutatie bij de ouder variëren. Het mozaïek kan hierdoor in meerdere weefsels aanwezig zijn, of alleen in de geslachtscellen. Wanneer een van de ouders de mutatie in de geslachtscellen draagt, is de kans dat het kind progeria krijgt groot.
Er zijn ook andere vormen van progeria, deze noemt men ‘niet-klassieke’ vormen. Niet-klassieke vormen van progeria kunnen autosomaal recessief zijn.
Deze aandoening komt dus pas tot uiting als een kind het afwijkende gen van zowel vader als moeder heeft gekregen. De kans op een kind met de ziekte progeria is dan 25%.
Autosomaal recessieve vormen van progeria komen vaker voor dan de klassieke vorm, het syndroom van Hutchinson-Gilford.

## Niet-klassieke progeria
Kinderen met het syndroom van Hutchinson-Gilford lijken sterk op elkaar. Er is echter ook een groep niet-klassieke progeriapatiënten beschreven, met name de patiënten met Mandibuloacrale Dysplasie (MAD). Deze autosomale recessieve stoornis wordt veroorzaakt door een iets andere mutatie in het LMNA-gen. Kenmerkend voor deze (zeer zeldzame) afwijkende vorm van de 'gewone' progeria zijn onder meer dysplasie (onderontwikkeling) van de onderkaak en sleutelbeen, botverlies (acroosteolitis) aan de uiterste vinger- en teenkootjes, gedeeltelijke lipodystrofie (selectief verlies van lichaamsvet), degeneratie (cutane atrofie) en verkleuring (pigmentatie) van de huid van handen en voeten. De levensverwachting van deze patiënten is wel hoger dan bij de klassieke progeria. Een andere verwante vorm van progeria is Restrictieve Dermopathie (RD), ook wel neonatale progeria genoemd. Deze patiënten vertonen al van bij de geboorte enkele van deze kenmerken. Deze kindjes overlijden vaak al in de eerste weken na de geboorte. Ook het Werner syndroom vertoont heel wat gelijkenissen met progeria. Bij dit ouderdomssyndroom, dat eveneens erfelijk is, treden de  ouderdomsverschijnselen op rond het begin van de puberteit. De gemiddelde levensverwachting is 20-30 jaar. Al deze aandoeningen zijn het gevolg van van variërende afwijkingen van het LMNA-gen.
Het onderzoek naar de genetische achtergrond van progeria heeft geleid tot de ontwikkeling van twee potentiële therapieën, en biedt nieuwe inzichten in het normale verouderingsproces bij mensen.

## Therapie

### Lonafarnib
Onderzoek uit 2007 leek aan te tonen dat de opbouw van onvolledig Lamine A voorkomen kan worden met farnesyltransferase-inhibitoren (FTI’s).
Het LMNA-gen levert bij gezonde mensen de code waarmee het eiwit prelamine A wordt gemaakt, waaruit vervolgens lamine A wordt gevormd. De mutatie bij kinderen met progeria leidt echter tot de productie van een abnormale vorm van prelamine A, men noemt dit progerin. FTI’s (oorspronkelijk ontwikkeld voor de behandeling van kanker) zijn een geneesmiddel waarmee de toxische werking van progerin leek te kunnen worden tegengegaan. Progeria-huidcellen die in een laboratoriumschaal met FTI's behandeld worden, herstellen zich wonderbaarlijk. Maar uit onderzoek van Carlos López Otín  bleek dat progeria-muizen uiteindelijk slechter af zijn en jonger sterven wanneer ze FTI's krijgen. Daarmee kwam het gebruik van Lonafarnib voor kinderen met progeria ter discussie te staan.
In Boston blijft men onderzoeken of farnesyltransferase-remmers (FTI’s) een mogelijke behandeling kan bieden voor kinderen met het syndroom van Hutchinson-Gilford. In 2007 is daar een klinisch onderzoek (trial) gestart, waarbij kinderen met progeria met FTI’s, in de handel als het medicijn Lonafarnib®, worden behandeld. De opbouw van prelamine A wordt hiermee geblokkeerd. Deze trial is inmiddels omgezet naar een combinatie van FTI's, statines en aminobifosfonaat. De resultaten van de eerdere trial met alleen Lonafarnib zijn niet gepubliceerd.
Zie externe link Clinical research.

### Vasten en Zometa
In de hoop de toxiciteit van het onvolledig opgebouwde eiwit tegen te kunnen gaan, hebben onderzoekers onder leiding van Nicolas Lévy in Marseille en Carlos López Otín in Oviedo opnieuw onderzocht op welke manier het Lamine A in de celkernwand wordt opgebouwd. Er zijn namelijk ook medicijnen die vroegere fasen van deze eiwitopbouw kunnen remmen.
López onderzocht dit nader door de Lamine-A-opbouw bij zijn progeria muis-modellen te blokkeren. Hij constateerde dat wanneer deze opbouw halverwege de opbouwfase geblokkeerd wordt (zoals dat met FTI's gebeurt), het lichaam van muizen toch een nieuwe weg zoekt om dit eiwit te vormen. Via een andere weg ontstond er desondanks bij zijn muizen toch stapeling van vetten in de celkern.
Lévy en López ontwikkelden daarom een andere behandeling. Muizen met dezelfde genetische structuur als kinderen met het syndroom van Hutchinson-Gilford kregen statines. Vasten® is de merknaam van een statine dat veel wordt toegepast bij hart- en vaatziekten, daarnaast gaven zij aminobifosfonaat (Zométa®), gebruikt voor de behandeling van botontkalking. De combinatie van deze twee middelen bleek de gezondheid van progeria-muizen sterk te bevorderen.
De publicatie over dit onderzoek is te vinden in Nature Medicine, zie externe link.
Ook statines en aminobifosfonaat kunnen stapeling van vetzuur in de celkern voorkomen. Daarmee worden de gevolgen van de ziekte tegengegaan. Hoewel progeria nog steeds niet genezen kan worden, ontwikkelden de muizen zich met deze medicatie beter en steeg de levensverwachting met 50%. Vanaf 2008 krijgen vijftien Europese kinderen deze therapie aangeboden in het kader van een klinische studie in Marseille.
Het doel van beide therapieën is om de voortgang van de ziekte te vertragen, en naar men hoopt zal deze medicatie ook de levensverwachting van de getroffen kinderen verlengen.

### IGF-1
In september 2010 publiceerde López nieuwe onderzoeksresultaten, die aantonen dat ook een insuline-achtige groeifactor, IGF-1, de conditie en levensverwachting van progeria-muizen sterk verbetert. Hoewel het effect van deze medicatie minder spectaculair is dan zijn vorige ontdekking, steeg de levensverwachting van deze muizen met 25%. Zie externe link IGF.
Wellicht biedt de combinatie van statines, aminobifosfonaat en IGF-1 de meest effectieve behandeling voor kinderen met progeria.

## Toekomst
Een belangrijke strategie is het herstellen van het afwijkende Lamine A, waaraan een code ontbreekt, naar normaal Lamine A. Dit kan in de toekomst wellicht gedaan worden door een kort DNA-molecuul met een gemodificeerde backbone, een zogenaamd morpholino, te koppelen aan het Lamine A mRNA. De mutatie in het Lamine A-gen veroorzaakt een splice-site in het mRNA, waardoor de opbouw van het eiwit niet volledig kan verlopen. Door een complementair oligonucleotide over de mutatie heen te plakken, wordt de geïntroduceerde splite-site niet meer herkend en wordt het eiwit in zijn geheel opgebouwd. In individuele cellen lukt dit al goed en werkt het uitstekend. Maar om het aan een kind te geven is veel gecompliceerder, en op dit moment nog niet mogelijk. Dit wordt wel bestudeerd. Naar verwachting zal dit een meer definitieve vorm van therapie bieden voor progeria, en zal dit daadwerkelijk alle normale eigenschappen van Lamine A kunnen herstellen.